# 龙岗镇 (开阳县)
龙岗镇，是中华人民共和国贵州省貴陽市开阳县下辖的一个乡镇级行政单位。

## 行政区划
龙岗镇下辖以下地区：
龙岗社区、一村、二村、大荆村、坝子村、大石板村、大鸭村、大水塘村、卡比村、立京村和格林村。